# Tridentarius dentatus
Tridentarius dentatus is een slakkensoort uit de familie van de Strombidae. De wetenschappelijke naam van de soort werd in 1758 voor het eerst geldig gepubliceerd door Carl Linnaeus.